# Obtusodonta restricta
Obtusodonta restricta är en stekelart som först beskrevs av Cresson 1877.  Obtusodonta restricta ingår i släktet Obtusodonta och familjen brokparasitsteklar. Inga underarter finns listade i Catalogue of Life.